# Addu-Atoll
Das Addu-Atoll (Dhivehi އައްޑުއަތޮޅު, administrativ: Seenu-Atoll, ސ) ist ein Atoll in der Lakkadivensee, einem Randmeer des Indischen Ozeans.
Es ist das südlichste Atoll im Archipel der Malediven und liegt nur ein wenig südlich des Äquators. Die Gesamtfläche des Atolls beträgt 131,89 km². Davon entfallen 76,71 km² auf die Lagune, 9,41 km² auf die 32 Inseln, und der Rest auf die Riffplattform. Die Lagune ist bis zu 78,6 Meter tief.
Die größten Inseln sind:
- Hithadhoo 3,6112 km²
- Gan 2,2561 km²
- Meedhoo 2,0495 km²

## Geschichte
Seit in den 1940er Jahren die Briten sämtliche Inseln der Westküste des Addu-Atolls durch Dämme verbanden, konnte man sich auf dem Landweg von Gan bis zur nördlichsten Insel, Hithadhoo, bewegen.
Das Atoll war ab 1941 zunächst Stützpunkt der Royal Navy, ab 1957 Stützpunkt der Royal Air Force. Die Marinebasis wurde auch von der Australian Imperial Force genutzt, während der Flughafen GAN vor allem als Zwischenstopp für Flugzeuge auf dem Weg nach Singapur diente. Von Gan aus wurden auch Raketen des Typs Kookaburra gestartet. 1971 wurde der Stützpunkt aufgegeben, Teile der Einrichtungen wurden in Quartiere für Touristen umgewandelt.
Von 1959 bis 1963 bildete das Atoll, gemeinsam mit dem Huvadhu-Atoll (damals Suvadiva genannt) und der Insel Fuvahmulah im Süden der Malediven die international jedoch nicht anerkannte Republik Suvadiva.
Im Januar 2011 wurden nach längerem Konflikt zwischen der Regierung Nasheed und der Opposition die bewohnten Inseln der Westküste und Meedhoo mit Hulhudhoo an der Nordostecke des Atolls zur Stadt Addu-City zusammengefasst. Addu City und die Hauptstadt Malé sind damit die einzigen beiden Städte des Landes und die einzigen Orte, die sich über mehr als eine Insel erstrecken.

## Verkehr
Das Atoll wird durch den Flughafen Gan verkehrstechnisch erschlossen.

## Trivia
Die Republik Suvadiva und das Atoll (Gan, Meedhoo) stellen einen wichtigen Handlungsort im Roman Die weißen Wasser (1965; The Strode Venturer) des britischen Schriftstellers Hammond Innes dar.

## Einzelnachweise

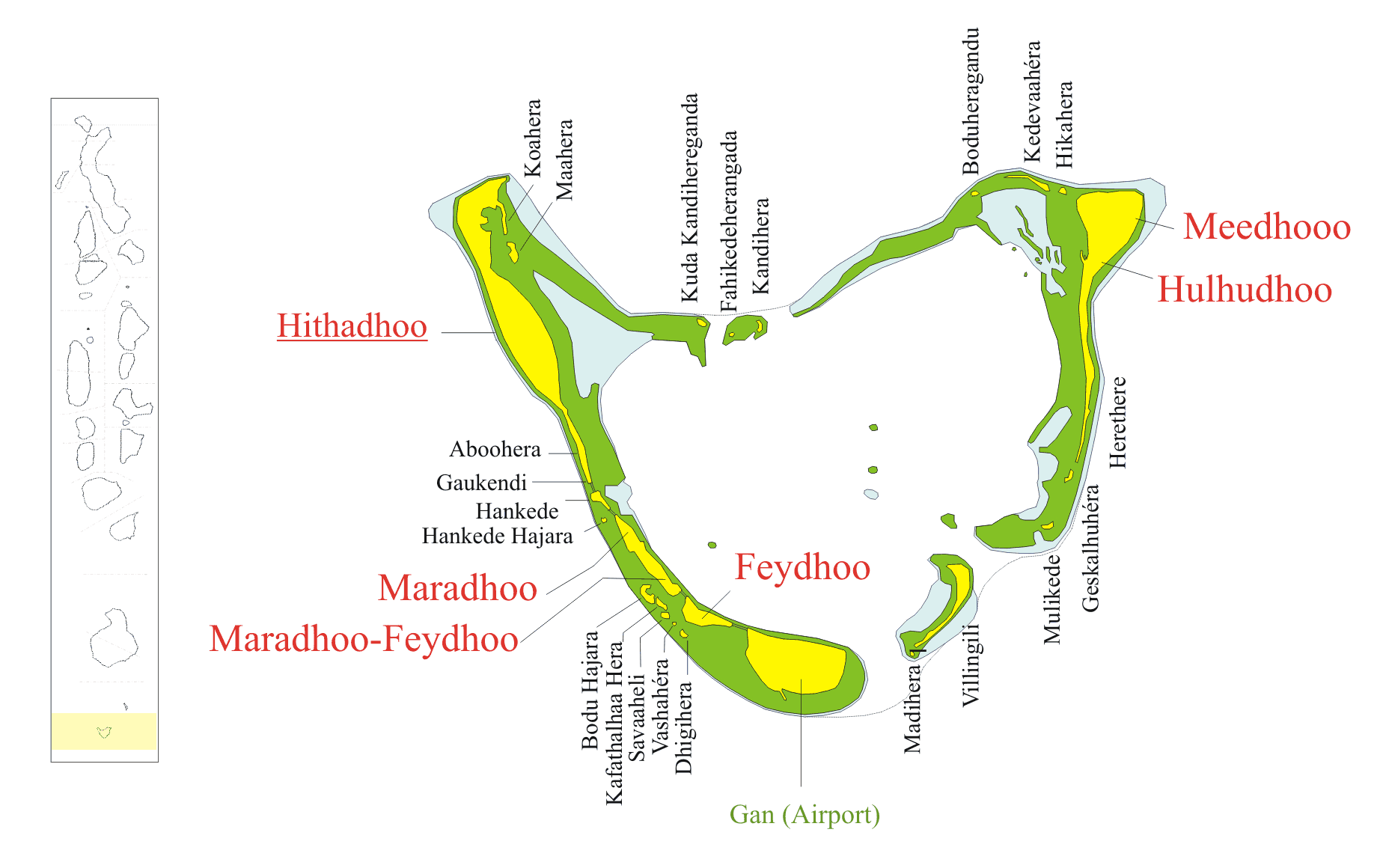